# バースデイ ボーイ
「バースデイ ボーイ」は、渡辺満里奈の15枚目のシングル。1992年5月21日にEpic/Sony Recordsより発売。

## 解説
フリッパーズ・ギター解散後、ソロ活動開始前の小沢健二の全面音楽プロデュースにより制作された。現在でも小沢が他のミュージシャンをプロデュースした作品は本作のみ。
当時としてはかなり珍しい12cmシングルでのリリース。
英題は、「HAPPY BIRTHDAY ep」。収録曲すべてに英題が付けられている。
タイトル表記について中点付きの「バースデイ・ボーイ」とされる場合がある。
「バースデイ ボーイ」のレコーディングではTOKYO No.1 SOUL SETの川辺ヒロシがターンテーブルで、ORIGINAL LOVE（当時）の木原龍太郎がフェンダー・ローズとクラビネットで、それぞれ参加している。
2017年3月22日に7インチ・アナログ盤としてソニー・ミュージックダイレクトからリリース。「バースデイ ボーイ」がA面、「夜と日時計」がB面に収録されている。この再発盤は、4月3日付のオリコン週間シングルランキングで70位を獲得した。

## 収録曲
全曲 作詞・作曲・編曲：小沢健二
1. 夜と日時計 [3:50]
  - 英題は「night and sundial」。
  - のちに小沢がシングル「暗闇から手を伸ばせ」でセルフカバーしている。
2. バースデイ ボーイ [5:04]
  - 英題は「birthday boy」。
  - 2017年に発売されたデビュー30周年記念アルバム『MY FAVORITE POP』には、radio editが収録されている[2]。
3. バースデイ ボーイ カラオケ [5:10]
  - 英題は「birthday boy karaoke」。
4. バースデイ ビット [2:08]
  - 英題は「birthday bits」。
  - 「バースデイ ボーイ」のリプリーズ。

## 収録アルバム
夜と日時計
- 渡辺満里奈ベストコレクション
- MY FAVORITE POP[2]

バースデイ ボーイ
- 渡辺満里奈ベストコレクション
- エース - 小西康陽によるコンピレーション・アルバム[3][4]
- GOLDEN☆BEST 渡辺満里奈
- MY FAVORITE POP（RADIO MIX）[2]